# رحيم يار خان
رحيم يار خان مدينة في جنوب بنجاب في الباكستان، وهي عاصمة منطقة رحيم يار خان وتحصيل رحيم يار خان، وتنقسم المدينة بدورها إلى تسعة مجالس اتحادية.
بلغ عدد سكانها وفق تعداد السكان في سنة 1998 م 233537 نسمة، مع معدل التزايد السنوي للسكان 3.5%، ووفق تقديرات سنة 2011 يبلغ عدد سكانها 353203 نسمة. وتشغل المدينة مساحة تقارب 22 كم2.

## أعلام
- مخدوم شهاب الدين
- مالك إسحاق